# 地中熱
地中熱（ちちゅうねつ）とは、地下（約5～200m）の低温熱エネルギーである。

## 概要
地中熱とは地下の比較的浅い部分にある比較的低温の熱を意味する。地熱の一種ではあるが、火山活動等に伴う地球内部からの熱ではなく太陽エネルギーによる熱である点が異なり、一般に火山活動由来の熱である地熱とは区別される。
アイスランドや日本の鉄輪温泉のような一部の火山地帯においては、浅い地中でも火山活動に伴う高温蒸気や高温の岩盤が多く存在し、熱源として直接利用されるが、本項では火山活動と無関係に浅い地中に存在する低温の熱をヒートポンプを用いて利用する方法について扱う。

## 地中熱の利用
地下の温度は土壌の断熱機能により大気の温度変化の影響を受けにくく、一年を通してほぼ一定であることを利用し、古くから食品や氷の保存に利用されてきた。20世紀に入るとヒートポンプによる積極的な温度差利用が行われるようになる。冬場は、地中から熱をすくい上げる（暖房）、夏場は地上の熱を地中に放出する（冷房）という形で利用する。エアコンのようにコンプレッサを用いるものの他、地下水や不凍液等を地中熱交換器に循環させ、地中からヒートポンプへの熱運搬を行っている。また、汲み上げた地下水と熱交換するやり方もある。ランニングコストは安いものの機器設置等のイニシャルコストが比較的高い点はデメリットであるが、十数年で元をとることができる。
メリットについては
- 一般のエアコン（空気熱源ヒートポンプ）に比べて効率が高い[2]
- 節電効果が高く、夏の冷房時のピークカットに有効[3]
- エアコンが利用できない環境（外気温-15℃以下）でも利用が可能
- 熱を屋外に放出しないことによるヒートアイランド現象の緩和
- 二酸化炭素排出量の抑制
- 動力部分を地中に埋めることで、原動機から出る低周波や騒音を遮断できる

などが挙げられる。
夏季は地中温度より外気温度のほうが高く、冬季は地中温度のほうが外気温度より高い。外気温と地中温度の差を利用して熱交換するシステムを「パッシブ型地中熱利用システム」と言う。
地中50～100mの深さに地中パイプを埋設し、水や不凍液を循環させ、ヒートポンプの熱源として利用するシステムを「アクティブ型地中熱利用システム」と言う。

### アメリカ合衆国
住宅では1931年のアルミニウム製住宅であるアルミネアハウス（アルバート・フライ作）が最初である。商業ビルでは1946年のコモンウェルスビルディング(オレゴン州ポートランド)が最初である。1950年代のアメリカ合衆国で、主に住宅用として普及が進められた。また、産業用でもアラスカ州の永久凍土の上に敷設された石油パイプラインの土台を維持するための装置として利用されている。こうした実績が積み重なり、アメリカ全土では既に60万台以上が利用されている。

### 日本
日本では2005年日本国際博覧会（愛・地球博）瀬戸日本館の空調設備として納入されたほか、東京大学柏地区キャンパスや2010年にオープンした羽田空港の新国際線ターミナル、東京スカイツリーやJPタワー（東京中央郵便局旧所在地）など大型施設を中心に利用が進められている。個人向けには、アメリカなどから一戸建て用のユニットが長らく輸入販売されてきたが、2009年に旭化成ホームズから一戸建て用に燃料電池も併用する給湯・暖房システムが発売されたのに続き、LIXIL住宅研究所が太陽光発電との併用システムを、コロナが地中熱ヒートポンプ温水暖房システムを発売するなど商品化が相次いでいる。また、企業と大学が連携したアルミハウスという動きもある。日本での設置総数は欧米や中国に大きく出遅れているが、政府のエネルギー基本計画の中に再生可能エネルギーとして取り上げられ、2010年5月に成立した「エネルギー環境適合製品の開発及び製造を行う事業の促進に関する法律」では、その支援対象に地中熱利用設備が含まれた。また、2012年に開業した東京スカイツリーでは地中熱利用による「地域冷暖房システム」が採用され、これは国内初である。

### スイス
スイスの暖房は地中熱ヒートポンプが一般的であり、国内には地熱ゾンデ（地中熱交換器）が5万か所以上設置されている。これは一定の面積内の設置数としては世界最多であり、世界記録として公式に認められている。

### 地震による耐久性
地震の揺れは地表近くの軟弱な地盤や建物を通して増幅されるため、地下は地上に比べて揺れが少ない。地震により地中の採熱管の破損が起きた場合、地上の建物自体の崩壊等もっと大きな被害が生じるため、耐久性は問題ないとされている。

### 環境に及ぼす影響
地熱利用により地熱変化が数箇所で報告されている。
地熱利用が地下環境に及ぼす影響、生物に与える影響などの研究例が少なく、環境負荷について正しい評価ができない状態である